# RAK-SA-12
Rak-SA-12 — реактивна система залпового вогню хорватського виробництва, що активно використовувалася під час Югославських війн і російського вторгнення в Україну. 
Система Rak-SA-12 була розроблена на початку 1990-х, і є значно полегшеною версією югославської РСЗВ M-63 Plamen.

## Використання
Установка має хорватське походження і активно застосовувалася під час війни за незалежність Хорватії. Завдяки своїм невеликим як для РСЗВ розмірам, невеликій вазі та відносно великій уражаючій здатності ця РСЗВ підходить для ведення маневреної війни в різній місцевості і за різних метеорологічних умов. У 2023 році невідому кількість РСЗВ було передано ДПСУ.

## Оператори
- Хорватія
- Україна
  -  Прикордонна служба[3]
- Азербайджан
- Сирія